# Tranås (đô thị)
Đô thị Tranås (Tranås kommun) là một đô thị ở hạt Jönköping, southern Thụy Điển, với thủ phủ là thị xã Tranås.
Đơn vị Tranås đã được tách khỏi đô thị nông nghiệp Säby để lập thị xã (köping) vào năm 1882 và được nâng thành thành phố năm 1919. Năm 1951, Säby được sáp nhập vào Tranås. Năm 1967 Linderås được hợp nhất với thành phố Tranås, và năm 1971 thì thành phố này được lập thành một đô thị.

## Các đơn vị dân cư trực thuộc
Có 3 khu vực đô thị(cũng gọi là Tätort hay đơn vị địa phương) in Tranås Municipality.
Bảng dưới đây liệt kê các đơn vị trực thuộc của đô thị này theo quy mô dân số thời điểm 31 tháng 12 năm 2005. Thủ phủ được bôi đậm.
| # | Địa phương | Dân số |
| - | ---------- | ------ |
| 1 | Tranås     | 14,017 |
| 2 | Sommen     | 789    |
| 3 | Gripenberg | 282    |